# Скороход Костянтин Павлович
Скороход Костянтин Павлович (нар. 17 липня 1921, Ірпінь — пом. 22 лютого 1991 Ірпінь) — український композитор жанрів класичної та популярної музики.

## Біографічні відомості
Композитор К. П. Скороход народився в Ірпені 17 липня 1921 року. Він жив на вулиці Озерній. Мати працювала в місцевій їдальні. Батько загинув на війні. Костянтин Павлович теж був учасником Великої Вітчизняної, пережив блокаду в Ленінграді, але йому пощастило: залишився живим. В 1946 році він вступив до Київської консерваторії. Його вчителем був відомий композитор Лев Ревуцький. В 1951 році Скороходу була присвоєна кваліфікація композитор, педагог музучилища та музшколи.
В 1951-55 роках Костянтин Скороход працював музичним редактором видавництва «Мистецтво». В 1956 році перейшов на творчу роботу. Дружина Костянтина Павловича Людмила була юристом, працювала в Міністерстві соціального забезпечення та вдома консультувала ірпінців з юридичних питань. Подружжя виховувало три доньки. Здавалося б, тільки жити й радіти.
Але в 1963 році 43-літня Людмила тяжко захворіла і відійшла у вічність. Композитор мусив віддати дочок до інтернату. Тільки через 12 років Костянтин Павлович одружився вдруге. Але друга дружина теж померла. Для творчої людини пережиті душевні травми були занадто болючі. Композитор, як і багато чоловіків, почав шукати забуття в алкоголі. Розповідають, що в такі періоди Скороход міг продати власну мелодію за півлітра горілки. Покупці знаходились. Але митець любив свою справу, знаходив час для роботи, друзів і молодих талантів. В 1971-72 роках він працював керівником самодіяльного хору та ансамблю в Ірпінському сільськогосподарському технікумі бухгалтерського обліку. Новицький Олекса Миколайович разом із Костянтином Скороходом опікувався молодими талантами, був одним із наставників поета-початківця Проценко Володимир Миколайович, що навчався в технікумі. Він ніколи не забував про своїх дітей. Його донька Тетяна Костянтинівна нині працює директором ЗОШ № 1 і завдячує батькові, який ввів її до світу богеми. Пісні К. П. Скорохода виходили в світ окремими виданнями та збірками. Вони були популярними. Костянтин Павлович також написав гімн Ірпінської школи № 17
К. П. Скороход помер 22 лютого 1991 року.

## Творчість
Трави скошені

У Святошині

І в закоханім Ірпені…
Це рядки з «Осінньої пісні» композитора Костянтина Скорохода і поета Олекси Ющенка.
З Ірпенем пов'язане життя багатьох видатних людей, хоч майже всі вони народилися далеко від міста.
В доробку Костянтина Павловича є твори для симфонічного оркестру, для хору, солістів і оркестру, для струнного квартету, для оркестру народних інструментів, понад 150 пісень (зокрема, «Знову пісня лине» на слова В.Сосюри, «Твоя правда, Тарасе, із нами!» на слова О.Новицького, «Пісня про Гагаріна» на слова Д.Луценка, «Пісня про героя-партизана» на слова П.Воронька, «Київські весни» на слова І.Пучка та інші), обробки українських народних пісень.
Пісні К. П. Скорохода виходили в світ і окремими виданнями, і збірками. Вони були популярними. Костянтин Павлович також написав гімн Ірпінської школи № 17.

### Поеми
- «Моя Батьківщина» (1958)
- «Свято в колгоспі» (1963)
- Траурна поема (1968);

### Кантати
- «Росія» (сл. О. Новицкого, 1973)
- Реквієм (1980)

### Сюїти
- «На святі в Грузії» (1978)

### Для симфонічного оркестру
- Варіації на укр. нар. тему (1951)
- Урочиста увертюра (1957)
- Гуртуйтесь, народи! (сл. П. Горецкого, 1984)
- Слав'янський танок (1959)
- увертюри на укр.тематику: I (1960)

### Для голосу у супроводі симфонічного оркестру
- Відлуння весни (сл. Т. Масенко, 1954)
- Ода Радянській вітчизні (сл. И. Пучко, 1972), 1973),

### Для оркестру народних інструментів
- Украинский танок (1972);
- Струн. квартет (1953);
- Ф-п. трио (1979);

### Для труби і фортепіано
- Скерцо (1987)

### Пісні
В доробку понад 150 пісень (зокрема, «Знову пісня лине» на слова Володимира Сосюри, «Твоя правда, Тарасе, із нами!» на слова О.Новицького, «Пісня про Гагаріна» на слова Дмитра Луценка, «Пісня про героя-партизана» на слова П.Воронька, «Київські весни» на слова І.Пучка, "Лілея" на слова Арсена Каспрука та інші), обробки українських народних пісень.